# Enfonvelle
Enfonvelle ist eine französische Gemeinde mit 71 Einwohnern (Stand 1. Januar 2022) im Département Haute-Marne in der Region Grand Est; sie gehört zum Arrondissement Langres. Die Bewohner werden Enfonvellots und Enfonvellotes genannt.

## Geografie
Enfonvelle ist die östlichste Gemeinde des Départements Haute-Marne. Sie liegt an der Apance, rund 58 Kilometer ostsüdöstlich der Stadt Chaumont im Südosten des Départements Haute-Marne an der Grenze zu den Departements Vosges und Haute-Saône.

## Geschichte
Das im Teilungsvertrag von Meerssen 870 als Grenzort genannte "offonis villa" kann auf Enfonvelle bezogen werden. Weitere Urkunden über "offonis villa" oder "offonis cella" werden von den Historikern dem Kloster Schuttern (bei Lahr im Ortenaukreis) zugeschrieben. Die Gemeinde war bis 1789 Teil der Bailliage de Langres innerhalb der Provinz Champagne. Enfonvelle gehörte von 1793 bis 1801 zum District Bourbonne. Zudem von 1793 bis 1801 zum Kanton Fresnes-sur-Apance und seit 1801 zum Kanton Bourbonne-les-Bains.
Die Mechanisierung der Landwirtschaft führte zu einer starken Abwanderung im späten 19. Jahrhundert und im 20. Jahrhundert.

## Bevölkerungsentwicklung
| Jahr                       | 1962 | 1968 | 1975 | 1982 | 1990 | 1999 | 2006 | 2019 |
| Einwohner                  | 191  | 175  | 139  | 134  | 119  | 104  | 85   | 61   |
| Quellen: Cassini und INSEE |      |      |      |      |      |      |      |      |

## Sehenswürdigkeiten
- Herrenhaus des ehemaligen Seigneurs aus dem 18. Jahrhundert, Fassaden und Dächer sind seit 2010 als Monument historique eingeschrieben
- Kirche Saint-Léger aus dem Jahr 1830[2]
- Kapelle de l’Orme
- Lavoir (ehemaliges Waschhaus)
- Fünf Wegkreuze (Crois Robillet, la Croix Bois, Croix Robillet, Croix des Ormes und ein Kreuz beim nordwestlichen Dorfausgang)

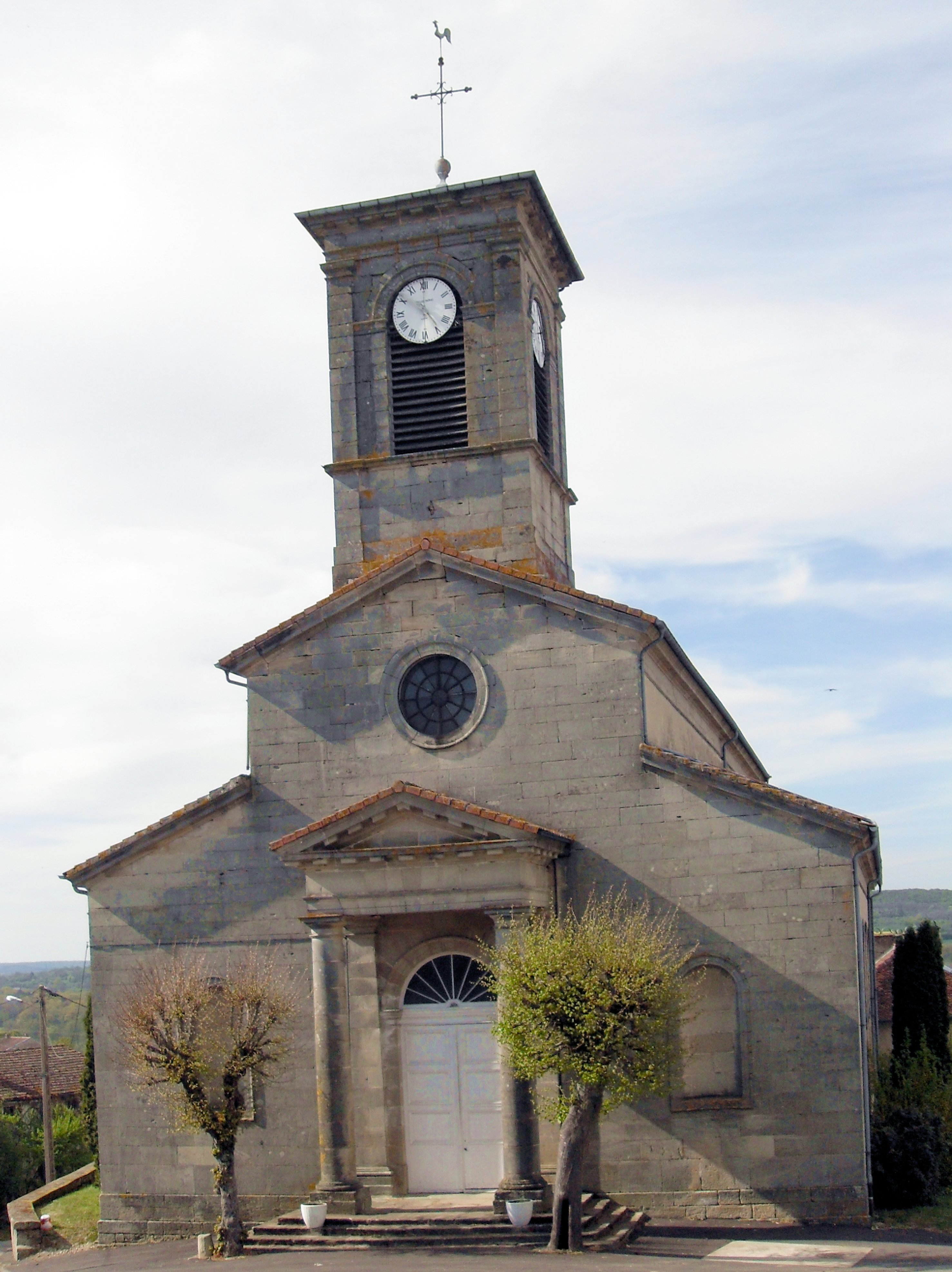
Kirche Saint-Léger
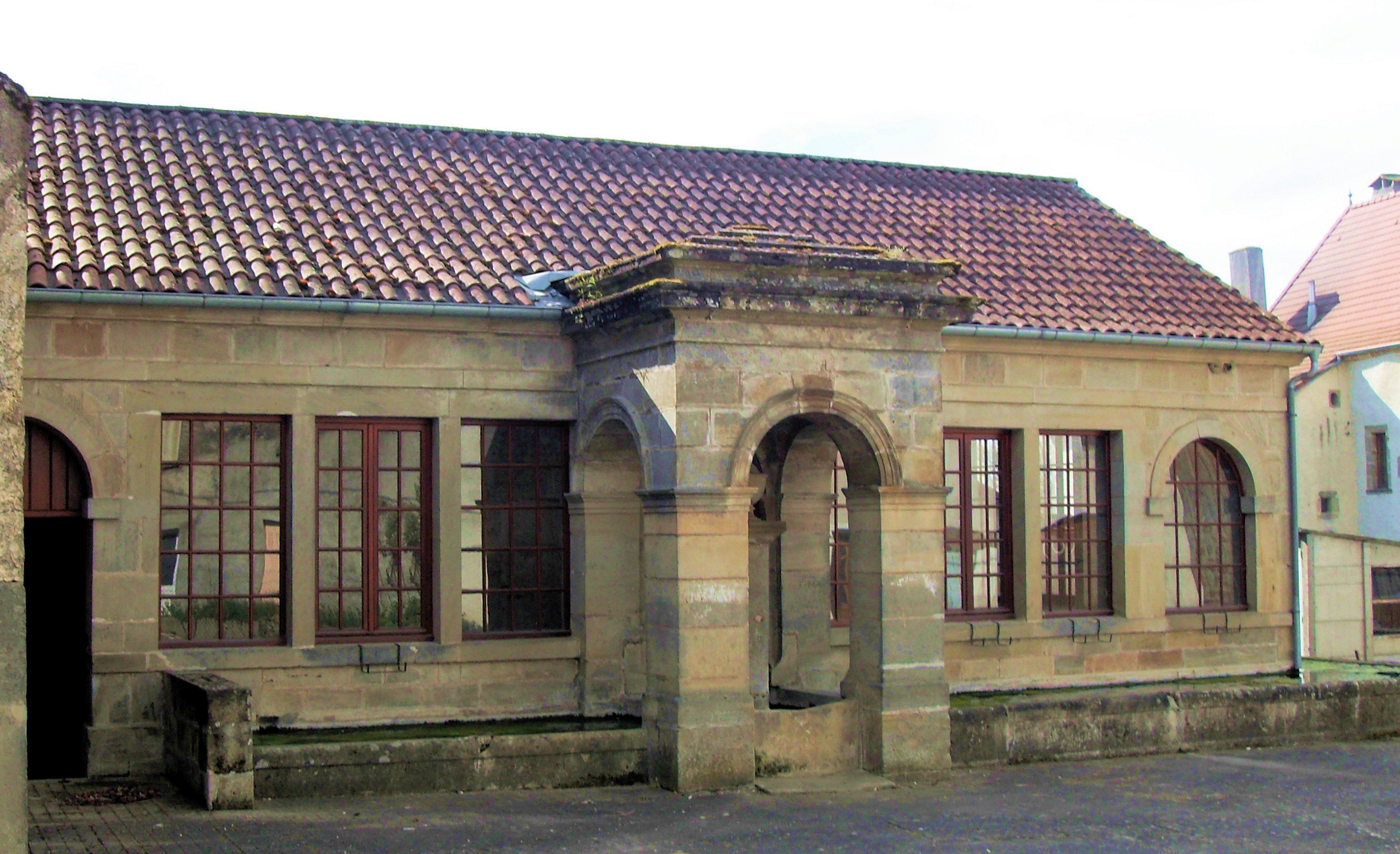
Ehemaliges Waschhaus
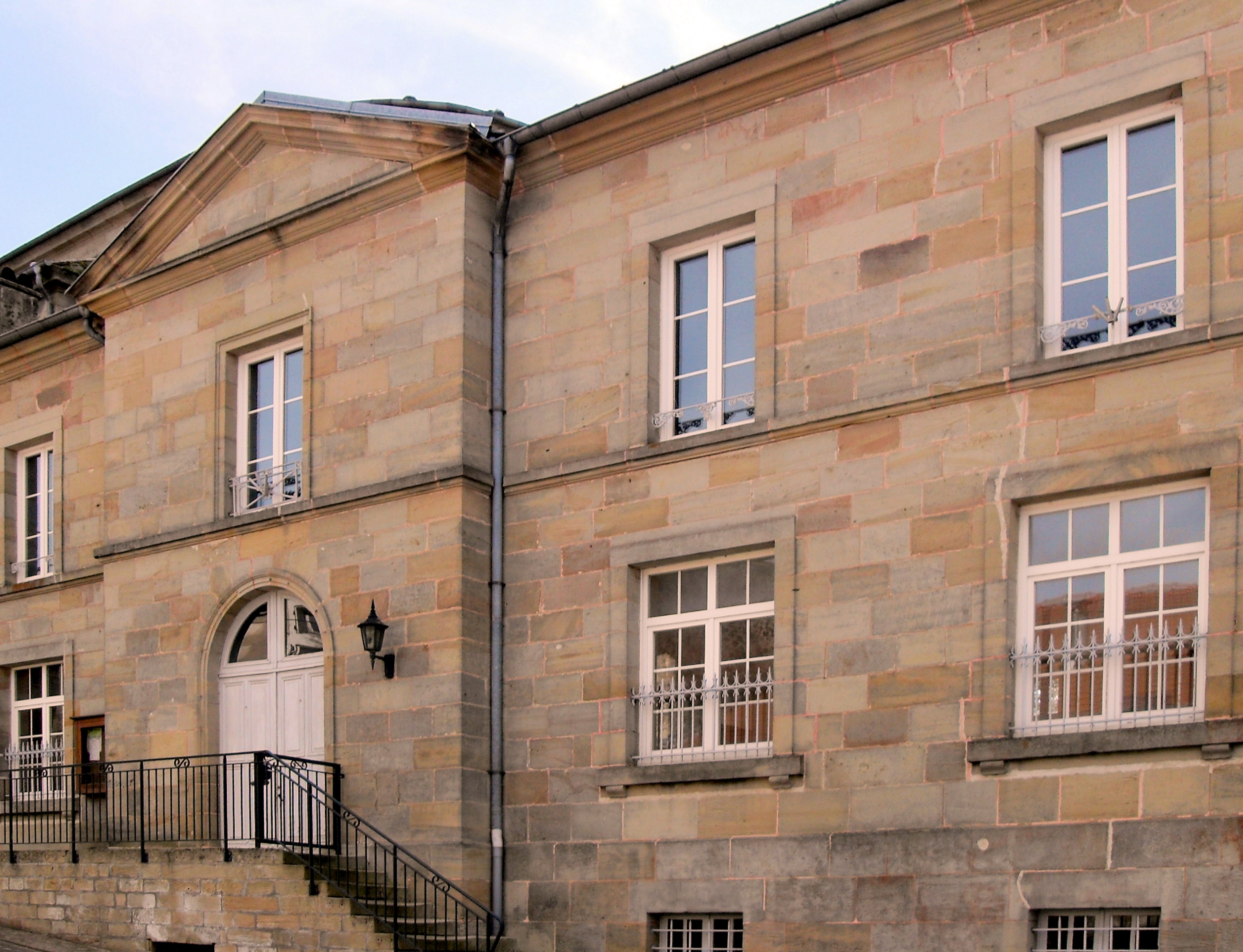
Bürgermeisteramt